# Somewhere over the rainbow (versión de Mägo de Oz)
Somewhere over the rainbow es el décimo  sencillo de Mägo de Oz, y el sencillo del álbum Belfast.
Este es un sencillo especial y de edición limitada para los miembros de la comunidad Planeta Gaia. En él solamente consta el tema que da título al sencillo y que es una versión de la balada «Over the rainbow» escrita para la película de 1939 El mago de Oz. El autor original de la música fue Harold Arlen y el de la letra fue Yip Harburg.

Este disco esta dedicado con cariño a todos los miembros de la comunidad Planeta Gaia, por hacer realidad una fantasia. Guerreros, Halcones, Atrapasueños, Lobas rumberas... Y en especial, a Behaviour y Loncio por su dedicacion desinteresada al proyecto. El ultimo vuelo de Caballero Aguila al lado de Mägo de Oz es para todos vosotros. ¡Nos vemos en algun lugar sobre el Arco Iris! 
www.planetagaia.com
Extraido de la caratula trasera del sencillo

## Lista de canciones
| N.º  | Título                       | Duración |  |
| 1.   | «Somewhere over the rainbow» | 4:34     |  |
| 4:34 |                              |          |  |